# Asterobemisia dentata
Asterobemisia dentata là một loài côn trùng cánh nửa trong họ Aleyrodidae, phân họ Aleyrodinae.
Asterobemisia dentata được Danzig miêu tả khoa học đầu tiên năm 1969.